# Partito dei Socialisti di Catalogna
Il Partito dei Socialisti di Catalogna (in catalano Partit dels Socialistes de Catalunya, PSC) è un partito politico spagnolo della Catalogna di orientamento socialdemocratico, creato il 16 luglio 1978.
È alleato del Partito Socialista Operaio Spagnolo (PSOE), con cui compone un gruppo parlamentare nel Congresso dei deputati, nonostante il PSC sia un partito indipendente dal PSOE, a differenza delle federazioni che il PSOE ha nelle altre comunità autonome della Spagna.

## Segretari del PSC
1. Joan Reventós i Carner (1978-1983)
2. Raimon Obiols i Germà (1983-1996)
3. Narcís Serra i Serra (1996-2000)
4. José Montilla (2000-2011)
5. Pere Navarro (2011-2014)
6. Miquel Iceta (2014-2021)
7. Salvador Illa (2021-attualmente)

## Presidenti del PSC
1. Joan Reventós i Carner (1983-1996)
2. Raimon Obiols i Germà (1996-2000)
3. Pasqual Maragall i Mira (2000-2007)
4. José Montilla Aguilera (2007-2008)
5. Isidre Molas (2008-2011)
6. Àngel Ros (2011-2019)
7. Núria Marin (2019-2021)
8. Miquel Iceta (2021-attualmente)